# Würzburská rezidence
Würzburská rezidence je rozlehlý palác v německém Würzburgu, na jehož výstavbě se podíleli přední barokní architekti jako Johann Balthasar Neumann, Johann Lukas von Hildebrandt, Maximilian von Welsch a Robert de Cotte.

## Historie
Výstavba paláce probíhala v letech 1720–1744 a po jejím dokončení měl palác tři křídla s nádvořím uprostřed a několik stovek pokojů. Sloužil jako rezidence würzburského knížete-biskupa. Patří k nejvýznamnějším památkám Německa, od roku 1981 je součástí světového dědictví UNESCO.
Dominantou rezidence je schodiště bez opory jediného sloupu, krásná zámecká kaple nebo Císařský sál.